# Powiat Bicske
Powiat Bicske (węg. Bicskei járás) – jeden z dziesięciu powiatów komitatu Fejér na Węgrzech. Siedzibą władz jest miasto Bicske.

## Miejscowości powiatu Bicske
- Alcsútdoboz
- Bicske
- Bodmér
- Csabdi
- Csákvár
- Etyek
- Felcsút
- Gánt
- Mány
- Óbarok
- Szár
- Tabajd
- Újbarok
- Vál
- Vértesacsa
- Vértesboglár